# Tabiri
Tabiri va ser una princesa i reina nubia d'Egipte de la dinastia XXV. Tabiri era filla d'Alara de Núbia i la seva dona Kasaqa, i la dona del rei Piankhi.
| t | A | b | ir | i | i |

| t | A | b | ir | i | i |

Tabiri va ser enterrada en una piràmide a Al-Kurru (K.53). Una estela funerària de granit tallada trobada a la seva tomba esmenta que era filla d'Alara de Núbia i l'esposa de Piankhi. L'estela, que avui es troba a Khartum, dona a Tabiri més títols. Reisner havia traduït inicialment un dels seus títols com a "la gran capçalera dels Temehu" (libis del sud), i va concloure que la casa reial de Cuix estava d'alguna manera relacionada amb els libis. Des d'aleshores, altres investigadors han demostrat que el seu títol s'hauria de llegir com a "Gran (o Cap) dels habitants del desert", mostrant que el seu títol la connecta amb els nubis.
El Museu Petrie de Londres acull un uixebti de ceràmica blava de Tabiri (LDUCE-UC13220) procedent de la seva tomba d'Al-Kurru.

## Títol
Tabiri tenia els títols estàndard d'una dona de la seva posició:
- Dona del Rei (hmt niswt),
- Filla del Rei (s3t niswt).
- Germana del Rei (snt niswt).[2]

Tanmateix posseïa també alguns títols interessants:
- Esposa principal del rei, primera de la seva majestat (hmt niswt 'at tpit n hm.f). L'única altra reina que havia ostentat el títol d'esposa principal del rei havia estat Nefertiti.
- La gran del país estranger (ta-aat-khesut).